# Powell County (Kentucky)
Powell County je okres amerického státu Kentucky založený v roce 1852. Správním střediskem je město Stanton. Pojmenovaný je podle guvernéra Kentucky Lazara W. Powella.

## Sousední okresy
| Růžice kompasu | Clark County             | Montgomery County | Menifee County | Růžice kompasu |
| Růžice kompasu | Sever                    |                   |                | Růžice kompasu |
| Růžice kompasu | Powell County (Kentucky) |                   |                | Růžice kompasu |
| Růžice kompasu | Jih                      |                   |                | Růžice kompasu |
| Růžice kompasu | Estill County            | Lee County        | Wolfe County   | Růžice kompasu |